# Monjolos
Monjolos is een gemeente in de Braziliaanse deelstaat Minas Gerais. De gemeente telt 3.393 inwoners (schatting 2009).

## Aangrenzende gemeenten
De gemeente grenst aan Augusto de Lima, Diamantina, Gouveia en Santo Hipólito.